# Tjenestemand
En tjenestemand er en medarbejder i stat, region, kommune eller Folkekirken, hvis ansættelsesvilkår er fastsat i tjenestemandsloven eller ved et kommunalt tjenestemandsregulativ. Vilkårene indebærer i udgangspunktet, at tjenstemanden ikke kan afskediges før pensionering, med mindre det skyldes svagelighed, stillingens nedlæggelse eller åremålsansættelsens udløb. Tjenestemandsansatte har en forpligtelse til at stå til rådighed for arbejdsgiveren ved alle forhold og har derfor ingen strejkeret, ligesom de heller ikke kan lockoutes. Tjenestemænd kan være ansat på prøve, varigt eller på åremål.
Grundlovens § 27 nævner desuden, at regler om ansættelse, afskedigelse, forflyttelse og pensionering af tjenestemænd skal fastsættes ved lov.
Oprindeligt var størstedelen af de offentligt ansatte tjenestemænd, men siden 1969 er omfanget blevet stærkt begrænset til de akademikere, der er ansat på chefniveau samt de øvrige, der anses som mest nødvendige for sikkerhed og infrastruktur – oprindeligt var det både ansatte i postvæsenet, politi, DSB, militær, telefonvæsen mv., men siden slutningen af 1990'erne har kun Folkekirken, domstolene, politiet, Kriminalforsorgen, Beredskabsstyrelsen og Forsvaret ansat nye medarbejdere på tjenestemandsvilkår. De fleste sognepræster er tjenestemænd. Andelen af tjenestemænd i staten er faldet fra 44 pct. i 1996 til 26 pct. i 2010.
Reglerne for tjenestemænds pensionering reguleres i tjenestemandspensionsloven.